# Luitpold Popp
Luitpold Popp (Norimberga, 7 marzo 1893 – 30 agosto 1968) è stato un calciatore tedesco, di ruolo difensore e attaccante.

## Palmarès

### Club

#### Competizioni nazionali
- Campionato tedesco: 5

Norimberga: 1919-1920, 1920-1921, 1923-1924, 1924-1925, 1926-1927
- Coppa di Germania: 1

Norimberga: 1935